# Hardcore FC
Hardcore Fighting Championship (Hardcore FC, HFC, Хардкор Файтинг) — российская спортивная организация, базирующаяся в Москве. Является частью и первым проектом созданного впоследствии крупного продюсерского центра — Hardcore Media Group, который занимается спортивными промоушенами в сфере: кулачного спорта, ММА, бокса, и новостных спортивных ресурсов. Hardcore Fighting провела свой дебютный турнир в июне 2020 года. Данная организация специализируется на проведении боёв на голых кулаках. Основателем является российский бизнесмен Анатолий Юрьевич Сульянов.
В октябре 2024 года за грубые и систематические нарушения Правил вида спорта «бокс» лицензии на проведение боксерских турниров и кулачных боев были аннулированы.

## История
Ещё в 2017 году Анатолий Сульянов открыл в своём фитнес зале направление ММА поединков, Arena Fighting Club, но к 2018 году закрыл проект, не окупив вложенные инвестиции, и сосредоточился на привычном фитнесе. В конце 2018 года помог организовать первый турнир проекта «Битва за Хайп», Амирана Сардарова, в котором бились Асхаб Тамаев и Филипп Марвин. Наблюдая за успехами «Битвы за Хайп», Сульянов приступил к созданию собственного проекта в бойцовском направлении. Компания Hardcore Fighting была основана в начале лета 2020 года российским бизнесменом Анатолием Сульяновым. Выбирая между поп-ММА, по примеру того что делал Амиран Сардаров (Дневник Хача) в своём проекте «Битва за Хайп» и кулачными поединками, Сульянов принял решение создать промоушен именно кулачных боёв в формате «народного гран-при».

### Лига кулачных боёв Hardcore FC
Вдохновившись успехами американского промоушена поединков на голых кулаках Bare Knuckle Fighting Championship, Сульянов создал летом 2020 года российскую лигу кулачных боёв, которую именовал как первую профессиональную лигу боёв на голых кулаках (при том что первой российской кулачной лигой являлась Top Dog FC, которая была основана в 2019 году). Мероприятия проходили на закрытых аренах, и турниры не проходили в прямом эфире. Спустя время, на официальном Youtube канале выходили видео турниров, чередуя видео с пресс-конференциями. Большой акцент на шоу-сегмент сильно повысил популярность организации Hardcore FC. Менее чем за полгода количество подписчиков превысило миллион.
31 декабря 2021 года количество подписчиков основного ютуб канала превысило 2 миллиона, и успехи промоушена позволили развиться организации до крупного продюсерского центра, который начал покорять и другие единоборства.
23 февраля 2022 года Хардкор Файтинг впервые провели турнир не в закрытом формате. Мероприятие состоялось на ЦСКА Арене, которое возглавил поединок между Александром Емельяненко и Джеффом Монсоном.

#### Первый сезон
Первый сезон стартовал с запуском самой лиги, в июне 2020 года. В первом сезоне главным событием стал турнир на выбывание из 64 бойцов с весовым ограничением до 85 кг При том что в турнире выступали бойцы с весом менее 65 кг. Так же был гран-при тяжеловесов из 8 бойцов. Бойцы покинувшие гран-при попадали в свои весовые категории и проводили рейтинговые бои. Победителем первого сезона стал Мухамед Калмыков, одолевший в конкурентном противостоянии азербайджанского бойца, Эмиля Новрузова. Победителем гран-при тяжеловесов стал Тимур Слащинин.

#### Второй сезон
В марте 2021 года стартовал второй сезон организации Хардкор Файтинг, и в нём использовалась уже не восьмиугольная клетка как в первом сезоне, а восьмиугольный ринг. Весовые ограничения были изменены: минимальный вес 70, а максимальный 89. Количество призовых мест было увеличено. В первом сезоне особый приз (1 млн рублей) получал только победитель, а во втором сезоне значимые призы были за первые три места, и также был добавлен поединок за третье место между бойцами, проигравшие полуфинальные бои. Параллельно так же продолжили проводиться рейтинговые бои. Выросло количество проводимых турниров, и выросла спортивная составляющая лиги в сравнении с первым сезоном. Формат чемпионских поединков с 3-раундовых был изменён на 5-раундовые.
Финал второго сезона состоялся 25 июня 2022 года в прямом эфире на арене ЦСКА Арена в Москве. На событии присутствовало около 7 тыс. человек. В финале Самат Абдырахманов нокаутировал Лендруша Акопяна в 4 раунде. Поединок за третье место между Амхадом Джанчураевым и Хамзатом Куриевым был отменён, его решили вопреки регламента, провести по правилам профессионального бокса, результат которого позже был аннулирован.

#### Третий сезон
В начале весны 2022 года стартовал третий сезон. Главным призом для победителя была озвучена квартира в Москве. К третьему сезону организация Хардкор обрела официальный статус, получив лицензию от Федерации бокса России. Немного были изменены правила — запрещён удар «бэкфист».
В третьем сезоне проводится гран-при, как и в первом сезоне — в двух весовых категориях (70 кг — 85 кг и свыше 93 кг).
5 сентября 2023 года состоялся бой, в котором Александр «Воля» Колимыцев победил Вячеслава Трубарова, и завовевал пояс чемпиона гран-при тяжеловесов.
В сентябре 2023 года, Сульянов на одной из пресс-конференций заявил о намерении внедрить новую весовую категорию (легчайшую) с весовым лимитом до 60 или до 61 кг. 27 сентября 2023 года впервые был опубликован рейтинг лучших бойцов вне зависимости от весовой категории. Рейтинг p4p был представлен из топ-15 бойцов, находящихся на контракте Hardcore FC, но в котором был впервые отмечен общий рекорд бойцов во всех кулачных лигах, а не только в Хардкоре.
11 ноября 2023 года на 12-и тысячной ЦСКА-Арене (Москва), прошёл финал гран-при, в котором раздельным судейским решением Даниил «Янки» Бридов победил Тиграна «Бруклина» Матевосяна. Третье место занял Умар «Стальной» Магомедов, который нокаутировал Артёма «Ростовского» Кузьмина. На турнире прошли ещё 4 чемпионских противостояния в своих весовых категориях.

### Введение других лиг организации Hardcore Media
- В феврале 2021 года Хардкор анонсировал введение новой лиги Hardcore MMA. 21 апреля 2021 года был зарегистрирован новый Ютуб канал HFC MMA, а 12 мая был выложен официальный тизер запуска лиги ММА[14][15][16][17][18][19][20][21].
- 13 октября 2021 года был создан канал на ютубе — Epic Fighting Championship, а 17 ноября тизер с официальным анонсом лиги EFC. Данная лига была заявлена как организация которая специализируется на «фрик-боях». Ведущие — рэпер Сява и шоумен Стас Барецкий[22].
- 30 ноября 2022 года состоялся анонс о введении лиги профессионального бокса — Hardcore Boxing.

### Другие проекты компании Hardcore
20 декабря 2021 года состоялся первый выпуск новосозданного новостного канала на Ютубе о единоборствах — Hardnews. Ведущий канала — известный российский спортивный комментатор, Алексей Сафонов, являющийся также основным комментатором номерных турниров Hardcore FC и Hardcore MMA.
12 января 2022 года состоялся анонс Хардкор Тату (заведения, которое будет состоять из тату-студии, барбер-шопа и бара с крафтовым пивом).
27 декабря 2022 года был зарегистрирован канал на платформе YouTube, под названием Hardshow. На данном канале публиковалась закулисная жизнь проектов Hardcore Media.

## Правила боя
На официальном сайте выделены 3 главных правила боя:
- Бой ведется исключительно на кулаках. Борьба и удары другими частями тела — запрещены.
- Бой длится 2 раунда по 2 минуты, с возможностью дополнительного, третьего, «Экстра-раунда». (Данное правило для отборочных поединков. Рейтинговые бои идут по 3 раунда, а чемпионские со второго сезона — по 5 раундов)
- Никакой защиты кулаков, кроме бинтов на запястьях, для предупреждения травм кистей рук.

### Запрещённые действия
- Удары ниже пояса, удары коленом, ногами, удары плечом, предплечьем, локтем, наотмашь, удары по спине, по затылку, по задней части шеи
- Удушения, борьба, толчки, держание противника, обхваты, броски, наваливание на соперника, низкие наклоны или нырки, опасные движения головой
- Сковывание рук противника с нанесением ударов, удары по лежащему или поднимающемуся сопернику, пассивная защита, поворачивание к сопернику спиной
- Ненужные разговоры и оскорбления, невыполнение команд рефери, агрессивное поведение по отношению к рефери, выплевывание капы

### Разрешённые действия
- Удары сжатым кулаком, в положении «стойка» в разрешённые зоны оппонента
- Обматывание бинтами запястий, для предупреждения травм кистей рук
- Переходы в клинч, удары в клинче

## Особенности организации
Hardcore FC является неклассической спортивной организацией. Трансляции поединков проходят преимущественно не в прямом эфире (иногда в прямом), а выходят позже с качественным видео монтажом. Акцент идёт как и на спортивную, так и на медийную составляющую поединков.

## Весовые категории
- Легчайшая — до 61 кг (заявлена в сентябре 2023 года, ещё не внедрена)
- Полулёгкая — до 66 кг (до 2022 года — до 65 кг);
- Лёгкая — до 70 кг;
- Полусредняя — до 77 кг;
- Средняя — до 84 кг;
- Полутяжёлая — до 93 кг;
- Тяжёлая — свыше 93 кг.

## Выпуски с поединками

### Список выпусков с поединками в закрытом режиме
В данном разделе предоставлен список выпусков поединков на официальном YouTube канале. Турниры были проведены в закрытом режиме (без зрителей), не снимались в прямом эфире, а монтировались, и позже опубликовывались на канале.
| Второй сезон (Бои на голых кулаках) | Второй сезон (Бои на голых кулаках) | Второй сезон (Бои на голых кулаках)                                                                  | Второй сезон (Бои на голых кулаках)                                 | Второй сезон (Бои на голых кулаках)                                                            |
| №                                   | Дата выпуска                        | Название выпуска                                                                                     | Главный бой                                                         | Примечания                                                                                     |
| ----------------------------------- | ----------------------------------- | --- | ------------------------------------------------------------------- | ---------------------------------------------------------------------------------------------- |
| 27                                  | 21 декабря 2021 года                | Асрор VS Бодров. Бой за пояс. Тимур Золотой. Джанго VS Филичкин. Дисквалификация.                    | Виталий «Бодрый» Бодров — Асрор «Вожак» Акпарходжаев (2)            | Бой за титул чемпиона в весе до 66 кг                                                          |
| 26                                  | 14 декабря 2021 года                | Самброс VS Хантер. Тарасов. Золотой VS Рокки. Сява на Хардкоре. Джуарян. Вызов чемпиону              | Кирилл Самброс — Ильнар «Хантер» Ишимбаев                           |                                                                                                |
| 25                                  | 30 ноября 2021 года                 | Слащинин VS Недашковский. Бой за пояс. Гаджи Автомат. Вагабов на Хардкоре. Асбаров. Вызов чемпиону   | Тимур «Витязь» Слащинин — Денис «Русский панчер» Недашковский       | Бой за титул чемпиона в весе 93+ кг                                                            |
| 24                                  | 23 ноября 2021 года                 | Кыргыз VS Нохчо. Полуфинал Гран-При. Schokk на Хардкоре. Панда VS Тольятти. Назир принял бой         | Самат «Кыргыз» Абдырахманов — Амхад «Нохчо» Джанчураев              |                                                                                                |
| 23                                  | 16 ноября 2021 года                 | Леко VS Маэстро. Полуфинал Гран-при. Калмыков отдал пояс. Гордей на Хардкоре. Хищник VS Гатти        | Лендруш «Леко» Акопян — Хамзат «Маэстро» Куриев                     |                                                                                                |
| 22                                  | 2 ноября 2021 года                  | Т-34 VS Большой Папа. Дацик на Хардкоре. Ирландец VS Колобок. Макс Пулемет                           | Даниял «Т-34» Эльбаев — Денис «Большой папа» Вильданов              |                                                                                                |
| 21                                  | 26 октября 2021 года                | Чоршанбе VS Тарасов. Акаб, Ковалев, Филичкин VS Т-34, Джанго. Золотой VS Ахиллес                     | Тимур «Золотой» Мусаев — Айдар «Ахилес» Гайдулин                    |                                                                                                |
| 20                                  | 12 октября 2021 года                | Акаб VS Тарасов. Чоршанбе. Третий брат. Назир VS Черняев. Гаджи Автомат. Недашковский VS Курич       | Денис «Русский панчер» Недашковский — Александр «Молдован» Курич    |                                                                                                |
| 19                                  | 6 октября 2021 года                 | Емельяненко VS Коваленко. Вызов Монсону. Дауд VS Сослан. Бой за чемпионский пояс! Далер VS Даир      | Дауд «Стхански» Кельбиханов — Сослан «Кобра» Асбаров                | Бой за титул чемпиона в весе до 93 кг                                                          |
| 18                                  | 21 сентября 2021 года               | Золотой на Хардкоре. Езид VS Маэстро. 1/4 гран-при. Самброс VS Файзали. Цыган VS Гор                 | Тимур «Золотой» Мусаев — Артём «Угрюм» Угрюмов                      |                                                                                                |
| 17                                  | 14 сентября 2021 года               | Калмыков VS Тарабрин. Бой за три пояса. Т-34 VS Боец UFC. Вызов Криду. Нохчо VS Кастет. 1/4 гран-при | Михаил «Мачете» Тарабрин — Мухамед «Киборг» Калмыков                |                                                                                                |
| 16                                  | 31 августа 2021 года                | Масленников вызвал Самброса. Т-34 VS Бачин. Лендруш VS Черняев. 1/4 Гран-при                         | Лендруш «Леко» Акопян — Кирилл «Тольятти» Черняев                   |                                                                                                |
| 15                                  | 25 августа 2021 года                | Гордей на Хардкоре. Слащинин VS Гробовщик. Вин Дизель ведущий. Кыргыз VS Гарольд. 1/4 Гран-при       | Тимур «Витязь» Слащинин — Владимир «Гробовщик» Виноградов           |                                                                                                |
| 14                                  | 10 августа 2021 года                | Чоршанбе и Калмыков на поле боя. Дауд VS Спартак. Бой за пояс. Вызов Кудряшову. Асрор VS Цыган       | Дауд «Стхански» Кельбиханов — Спартак «Гладиатор» Кобесов           | Бой за титул чемпиона в весе до 93 кг. Соперником Кельбиханова выступил дебютант кулачных боёв |
| 13                                  | 3 августа 2021 года                 | Бачин VS Недашковский. Василевский на Хардкоре. Вызов Лапенко. Кипиш бойца и тренера. WarThunder 3   | Никита «Викинг» Бачин — Денис «Русский панчер» Недашковский         |                                                                                                |
| 12                                  | 20 июля 2021 года                   | Самброс VS Калайджян. Т-34 VS Папа. Вызов. Дисквалификация бойца. 1/8 гран-при. War Thunder 2        | Кирилл «Самброс» Самброс — Альберт «Армянский кубинец» Калайджян    |                                                                                                |
| 11                                  | 14 июля 2021 года                   | Персидский Дагестанец VS Калмыков. Драка в октагоне. Т-34 VS Топор. 1/8 гран-при. Эпоха War Thunder  | Даниял «Т-34» Эльбаев — Максим «Топор» Щербаков                     |                                                                                                |
| 10                                  | 23 июня 2021 года                   | Слащинин VS Недашковский. Бачин VS Сакаев. 4-я 1/16. Нохчо VS Детонатор. Захар ТикТок VS Есаул       | Тимур «Витязь» Слащинин — Денис «Русский панчер» Недашковский       |                                                                                                |
| 9                                   | 16 июня 2021 года                   | Калмыков VS Самброс. Никулин наехал на Черняева. Леко VS Спартанец. Масленников в Хардкоре. 3-я 1/16 | Мухамед «Киборг» Калмыков — Кирилл «Самброс» Самброс                | Бой за титул чемпиона в весе до 77 кг                                                          |
| 8                                   | 3 июня 2021 года                    | Макс Топор VS Колобок. Гордей. Тачка для Хардкора. Киберпанк 2.0. Новый ведущий. 2-я 1/16 Гран-при   | Максим «Топор» Щербаков — Александр «Колобок» Ярославкин            |                                                                                                |
| 7                                   | 27 мая 2021 года                    | Перс VS Мачете. Бой за чемпионский пояс. 1/16 гран-при Хардкора. Драй VS Мирный                      | Эмиль «Перс» Бахшиев — Михаил «Мачете» Тарабрин                     | Бой за титул чемпиона в весе до 84 кг                                                          |
| 6                                   | 12 мая 2021 года                    | Чоршанбе VS Солонин. Персидский Дагестанец. Разборка в октагоне. Тарасов VS Урч Тим. Макс Пулемет    | Чоршанбе «Urj» Чоршанбиев — Никита Солонин                          |                                                                                                |
| 5                                   | 28 апреля 2021 года                 | Вагабов VS Бачин. Разборка после боя. Галустян на Хардкоре. Жёсткие нокауты. Вызов Слащинину         | Ислам «Якудза» Вагабов — Никита «Викинг» Бачин                      |                                                                                                |
| 4                                   | 14 апреля 2021 года                 | Боец UFC на Хардкоре. Ерохин VS Салихов. Отборы в гран-при. Топор снова в деле. Вызов Никулину       | Константин «Русский медведь» Ерохин — Саиджон «Хирс» Салихов        | [ 24 ]                                                                                         |
| 3                                   | 7 апреля 2021 года                  | Бодров VS Асрор. Бой за пояс. Отборы. Второй сезон. Киевстонер — ведущий                             | Виталий «Бодрый» Бодров — Асрор «Вожак» Акпарходжаев                | Бой за титул чемпиона в весе до 65 кг                                                          |
| 2                                   | 24 марта 2021 года                  | Отборы 2 сезон. Климов VS Джуарян. Бой за чемпионский пояс. Топор — новый ведущий                    | Дмитрий «Армеец» Климов — Мартин «Лютер» Джуарян 2                  | Бой за титул чемпиона в весе до 70 кг                                                          |
| 1                                   | 17 марта 2021 года                  | Персидский Дагестанец VS Никулин. Старт 2 сезона. Акаб устроил замес. Гордей VS Хардкор              | Мохаммад «Персидский Дагестанец» Хейбати — Тимур «Архангел» Никулин | Первый выпуск второго сезона                                                                   |

| Первый сезон (Бои на голых кулаках) | Первый сезон (Бои на голых кулаках) | Первый сезон (Бои на голых кулаках)                                                                   | Первый сезон (Бои на голых кулаках)                                                                    | Первый сезон (Бои на голых кулаках)                                         |
| №                                   | Дата выпуска                        | Название выпуска                                                                                      | Главный бой                                                                                            | Примечания                                                                  |
| ----------------------------------- | ----------------------------------- | --- | --- | --------------------------------------------------------------------------- |
| 18                                  | 3 марта 2021 года                   | Никулин vs Панда. Персидский Дагестанец в клетке. Акаб — новый вызов. Ночь нокаутов                   | Тимур «Архангел» Никулин — Андрей «Панда» Мешков                                                       |                                                                             |
| 17                                  | 17 февраля 2021 года                | Акаб VS Пираев. Персидский Дагестанец VS Мариф. Реванш Моряка. Топор — новый ведущий                  | Мариф «Пиранья» Пираев — Артур «Акаб» Кулинский                                                        |                                                                             |
| 16                                  | 10 февраля 2021 года                | Финал: Калмыков VS Новрузов. Бой за миллион. Слащинин VS Ногаец. Бодров VS Цыган. Боец UFC в Хардкоре | Мухамед «Киборг» Калмыков — Эмиль «Финансист» Новрузов Тимур «Витязь» Слащинин — Роман «Ногаец» Евтеев | Финал гран-при за 1 млн рублей Финал гран-при тяжеловесов                   |
| 15                                  | 27 января 2021 года                 | Чемпионские бои. Монсон на Хардкоре. Перс vs Кросс. Армеец vs Лютер                                   | Абубакар «Кросс» Сулейманов — Эмиль «Перс» Бахшиев Дмитрий «Армеец» Климов — Мартин «Лютер» Джуарян    | Бой за титул чемпиона в весе до 84 кг Бой за титул чемпиона в весе до 70 кг |
| 14                                  | 23 декабря 2020 года                | Топор vs Солонин. Чоршанбе против всех. Вызов Емельяненко. Брат Акаба vs Даггер                       | Максим «Топор» Щербаков — Никита Солонин                                                               |                                                                             |
| 13                                  | 23 декабря 2020 года                | Моряк VS Пулеметчик. Никулин VS Новрузов. Кельбиханов VS Соловьев                                     | Зелимхан «Пулемётчик» Дукаев — Евгений «Моряк» Курданов 2                                              | [ 25 ]                                                                      |
| 12                                  | 9 декабря 2020 года                 | Острые козырьки 2. Акаб VS Ахмед. Калмыков VS Джуарян — битва за финал Хардкора.                      | Мартин «Лютер» Джуарян — Мухамед «Киборг» Калмыков                                                     |                                                                             |
| 11                                  | 26 ноября 2020 года                 | Хардкор. Острые козырьки. Бой Новрузова и Бодрова. Никулин в клетке. АКАБ и Ахмед — стердаун.         | Виталий «Бодрый» Бодров — Эмиль «Финансист» Наврузов                                                   |                                                                             |
| 10                                  | 11 ноября 2020 года                 | Довод 2. Асхаб Тамаев. Макс Топор. Самброс против Джуаряна. Вторая 1/4                                | Кирилл Самброс — Мартин «Лютер» Джуарян                                                                | Локация — Самолётный ангар                                                  |
| 9                                   | 29 октября 2020 года                | Довод. 1/4 Hardcore. Моряк против Чоршанбе — вызов. Никулин VS Саакян. Калмыков VS Климов.            | Тимур «Архангел» Никулин — Грачик «Кобра» Саакян                                                       | Локация — Самолётный ангар                                                  |
| 8                                   | 14 октября 2020 года                | Тор против Топора. Пулемётчик вышел на замену. Джиган в клетке. Битва на воде — вторая 1/8.           | Максим «Топор» Щербаков — Егор «Тор» Блашкевич                                                         | Локация — Баржа на Москве-реке                                              |
| 7                                   | 1 октября 2020 года                 | Битва на воде. Первая 1/8. Акаб VS Никулин. Оев VS Армеец. Бодров VS Мартоян. Вырубатя VS Новрузов.   | Артур «Акаб» Кулинский — Тимур «Архангел» Никулин                                                      | Локация — Баржа на Москве-реке                                              |
| 6                                   | 17 сентября 2020 года               | Ночь нокаутов. Вырубатя VS Таксист. Перс VS Белаз. Грачик VS Танос. Бодрый VS Тревор.                 | Глеб «Тревор» Лытнев — Валерий «Бодрый» Бодров                                                         |                                                                             |
| 5                                   | 3 сентября 2020 года                | Акаб vs Пираев — Замес. Тор vs Топор — Вызов. Никулин vs Имам «Бладс». Бой хищников.                  | Кирилл Самброс — Руслан «Белорус» Смольский                                                            |                                                                             |
| 4                                   | 17 августа 2020 года                | Hardcore Fighting — Битва тяжеловесов. Отборы — Финал.                                                | Роман «Дикарь» Евтеев — Александр «Калаш» Калашников                                                   |                                                                             |
| 3                                   | 5 августа 2020 года                 | Hardcore Fighting — Исход. Анубис vs Добряк. Противостояние года на голых кулаках.                    | Дмитрий «Анубис» Кузнецов — Абубакар «Добряк» Мамедов                                                  | [ 26 ]                                                                      |
| 2                                   | 24 июля 2020 года                   | Hardcore Fighting — Вызов Регбисту. Схватка Топора и Руслана «На Бинтах». Дом-2 в битве на кулаках.   | Максим «Топор» Щербаков — Руслан «На бинтах» Гусейнов                                                  |                                                                             |
| 1                                   | 7 июля 2020 года                    | Hardcore Fighting — Эпоха Хардкора: Добряк призвал Анубиса к ответу. Макс Топор вызвал Гусейнова.     | Артур «Акаб» Кулинский — Усмон «Даггер» Гоибов                                                         | Первый опубликованный турнир организации Hardcore FC                        |

### Список открытых турниров
В данной таблице предоставлен перечень турниров организации Hardcore FC, которые проведены в прямом эфире, при зрителях, с открытой продажей билетов.
| Предстоящий турнир | Прошедший турнир | Отменённый турнир |

| №                    | Дата            | Место                      | Турнир                            | Главный кард | Предварительный кард | Боёв     | Трансляция |
| -------------------- | --------------- | -------------------------- | --------------------------------- | --- | --- | -------- | ---------- |
| 2023 год — 2 турнира |                 |                            |                                   | | |          |            |
| 4                    | 11 ноября 2023  | ЦСКА Арена, Москва, Россия | Самат vs. Эмиль. Финал 3 сезона   | 8. Самат Абдырахманов — Эмиль Новрузов 7. Даниил Бридов — Тигран Матевосян 2 6. Мухамед Калмыков — Амхад Джанчураев 5. Тимур Мусаев — Дастан Бекен                                                               | 4. Виталий Ананин — Курейш Сагов 3. Артём Кузьмин — Умар Магомедов 2. Василий Мишкой — Саид Чалоян 1. Ишхан Худоян — Антон Куличков | 8        | ВКонтакте  |
| 3                    | 24 февраля 2023 | ВТБ Арена, Москва, Россия  | Мартин vs. Самат                  | 8. Мартин Джуарян — Самат Абдырахманов 7. Тимур Мусаев — Ислам Думанов 6. Ильнар Ишинбаев — Лендруш Акопян 5. Иван Смирнов — Герман Скобенко                                                                     | 4. Игорь Барабанов — Виталий Ананин 3. Гор Туманян — Андрей Чеботарёв 2. Мигран Барбарян — Вячеслав Трубаров 1. Даниил Бридов — Артём Кузьмин | 8        | ВКонтакте  |
| 2022 год — 2 турнира |                 |                            |                                   | | |          |            |
| №                    | Дата            | Место                      | Турнир                            | Онлайн кард | Оффлайн кард | Боёв     | Трансляция |
| 2                    | 25 июня 2022    | ЦСКА Арена, Москва, Россия | Лендруш vs. Самат. Финал 2 сезона | 5. Лендруш Акопян — Самат Абдырахманов 4. Тимур Слащинин — Сауло Кавалари 3. Мартин Джуарян — Илья Топчин 2. Шамиль Джахбаров — Гор Туманян 1. Хамзат Куриев — Михаил Тарабрин                                   | 7. Дауд Кельбиханов — Виталий Ананин 6. Денис Недашковский — Арсен Согомонян 5. Тимур Мусаев — Андрей Чеботарёв 4. Геннадий Варакса — Саид-Магомед Абдулгазиев 3. Даниил Бридов — Анатолий Колмогоров 2. Андрей Абьян — Даниил Минеев 1. Эмир Джумабаев — Тимур Абдурахманов | 12 (5+7) | Rutube     |
| 1                    | 23 февраля 2022 | ЦСКА Арена, Москва, Россия | Россия vs. США                    | 6. Александр Емельяненко — Джефф Монсон 5. Тимур Слащинин — Фабио Мальдонадо 4. Сослан Асбаров — Луис Энрике 3. Мухамед Калмыков — Янси Силва 2. Виталий Бодров — Джозеф Суэро 1. Константин Ерохин — Роб Морроу | 6. Денис Недашковский — Сауло Кавалари 5. Хайбула Мусалов — Милсон Кастро 4. Самат Абдырахманов — Гилберт Патрисинио 3. Кирилл Самброс — Кристиано Фролич 2. Мартин Джуарян — Уилл Чоуп 1. Тимур Мусаев — Джошуа Марер                                                       | 12 (6+6) | YouTube    |

## Список чемпионов

### Действующие чемпионы
| Дивизион                   | Чемпион                     | Дата завоевания титула | Защит |
| -------------------------- | --------------------------- | ---------------------- | ----- |
| Тяжёлый вес (свыше 93 кг)  | Тимур Слащинин              | 30 ноября 2021 года    | 2     |
| Полутяжёлый вес (до 93 кг) | Виталий Ананин              | 11 ноября 2023 года    | 0     |
| Средний вес (до 84 кг)     | Мухамед Калмыков            | 11 ноября 2023 года    | 0     |
| Полусредний вес (до 77 кг) | Ибрагим Исламов (временный) | 26 сентября 2023 года  | 0     |
| Лёгкий вес (до 70 кг)      | Эмиль Новрузов              | 11 ноября 2023 года    | 0     |
| Полулёгкий вес (до 66 кг)  | Тимур Мусаев                | 24 августа 2023 года   | 1     |

### Список всех чемпионов по весовым категориям
| Тяжёлая весовая категория (свыше 93 кг) |      |                                                                                          |                                                                                               | |       |
| № | Фото | Имя                                                                                      | Дата и событие                                                                                | Защиты | Дней  |
| 1 |      | Тимур «Витязь» Слащинин (поб. Дениса «Русского панчера» Недашковского)                   | Второй сезон (30 ноября 2021 года) Слащинин VS Недашковский. Бой за пояс                      | 1. поб. Сауло «Кассиуса Клея» Кавалари (25 июня 2022 года) 2. поб. Ивана «Огнеборца» Смирнова (19 июля 2023 года)      | 1350+ |
| В1 |      | Гаджи «Автомат» Наврузов (поб. Ивана «Огнеборца» Смирнова в бою за временный титул)      | Третий сезон (8 ноября 2022 года) Автомат vs. Огнеборец                                       | | 365   |
| 8 ноября 2023 года Гаджи Наврузов объявил о завершении спортивной карьеры |      |                                                                                          |                                                                                               | |       |
| Полутяжёлая весовая категория (до 93 кг) |      |                                                                                          |                                                                                               | |       |
| № | Фото | Имя                                                                                      | Дата и событие                                                                                | Защиты | Дней  |
| 1 |      | Дауд «Стхански» Кельбиханов (поб. Спартака «Гладиатора» Кобесова)                        | Второй сезон (10 августа 2021 года) Дауд VS Спартак. Бой за пояс. War Thunder (ч.4)           | | 57    |
| 2 |      | Сослан «Кобра» Асбаров                                                                   | Второй сезон (6 октября 2021 года) Дауд VS Сослан. Рейтинговые бои (ч.1)                      | 1. поб. Игоря «Гарри» Барабанова (29 ноября 2022 года)                                                                 | 766   |
| В1 |      | Виталий «Байкал» Ананин (поб. Ислама «Джанго» Жангоразова в бою за временный титул)      | Третий сезон (4 июля 2023 года) Джанго vs. Байкал                                             | | 130   |
| 11 ноября 2023 года Сослан Асбаров освободил чемпионский пояс |      |                                                                                          |                                                                                               | |       |
| 3 |      | Виталий «Байкал» Ананин (поб. Курейша Сагова)                                            | Третий сезон (11 ноября 2023 года) Самат VS Эмиль. Финал гран-при 3 сезона                    | | 639+  |
| Средняя весовая категория (до 84 кг) |      |                                                                                          |                                                                                               | |       |
| № | Фото | Имя                                                                                      | Дата и событие                                                                                | Защиты | Дней  |
| 1 |      | Абубакар «Кросс» Сулейманов (поб. Эмиля «Перса» Бахшиева)                                | Первый сезон (27 января 2021 года) Чемпионские бои. Перс vs Кросс. Армеец vs Лютер            | | 61    |
| 29 марта 2021 года Сулейманов покинул лигу и освободил чемпионский пояс, после встречи с министром спорта Чечни, Хамзатом Кадыровым и просьбой не выступать чеченцам в поп-ММА лигах |      |                                                                                          |                                                                                               | |       |
| 2 |      | Михаил «Мачете» Тарабрин (поб. Эмиля «Перса» Бахшиева)                                   | Второй сезон (27 мая 2021 года) Перс VS Мачете. Вселенная Киберпанк (ч.1)                     | | 110   |
| 3 |      | Мухамед «Киборг» Калмыков                                                                | Второй сезон (14 сентября 2021 года) Калмыков VS Тарабрин. Бой за три пояса. Форсаж (ч.3)     | 1. поб. Амхада «Нохчо» Джанчураева (6 января 2022 года)                                                                | 567   |
| 4 |      | Владислав «Белаз» Ковалёв                                                                | Второй сезон (4 апреля 2023 года) Калмыков VS Ковалёв                                         | | 196   |
| 17 октября 2023 года Владислав Ковалёв покинул кулачную лигу Хардкор, и освободил чемпионский пояс                                                                                   |      |                                                                                          |                                                                                               | |       |
| 5 |      | Мухамед «Киборг» Калмыков (поб. Амхада «Нохчо» Джанчураева)                              | Третий сезон (11 ноября 2023 года) Самат VS Эмиль. Финал гран-при 3 сезона                    | | 639+  |
| Полусредняя весовая категория (до 77 кг) |      |                                                                                          |                                                                                               | |       |
| № | Фото | Имя                                                                                      | Дата и событие                                                                                | Защиты | Дней  |
| 1 |      | Мухамед «Киборг» Калмыков (поб. Кирилла Самброса)                                        | Второй сезон (17 июня 2021 года) Калмыков VS Самброс. Вселенная Киберпанк (ч.3)               | | 153   |
| 16 ноября 2021 года Калмыков освободил чемпионский пояс, и окончательно поднялся в весовую категорию до 84 кг                                                                        |      |                                                                                          |                                                                                               | |       |
| 2 |      | Хайбула «Хищник» Мусалов (поб. Михаила «Сивого» Долгополова)                             | Второй сезон (12 января 2022 года) Хищник VS Сивый                                            | 1. поб. Унала «Asi» Алкаиша (9 сентября 2022 года)                                                                     | 307   |
| 15 ноября 2022 года Мусалов освободил чемпионский пояс и заявил о переходе в ММА дисциплину                                                                                          |      |                                                                                          |                                                                                               | |       |
| 3 |      | Ильнар «Хантер» Ишинбаев (поб. Кирилла «Тольятти» Черняева)                              | Второй сезон (15 ноября 2022 года) Тольятти VS Хантер                                         | | 101   |
| 4 |      | Лендруш «Леко» Акопян                                                                    | Второй сезон (24 февраля 2023 года) Мартин VS Самат                                           | | 253   |
| 4 ноября 2023 года Акопян освободил чемпионский пояс из-за проблем со здоровьем |      |                                                                                          |                                                                                               | |       |
| В1 |      | Ибрагим «Никархо» Исламов (поб. Ильнара «Хантера» Ишинбаева в бою за временный титул)    | Третий сезон (26 сентября 2023 года) Никархо vs. Хантер                                       | | 685+  |
| Лёгкая весовая категория (до 70 кг) |      |                                                                                          |                                                                                               | |       |
| № | Фото | Имя                                                                                      | Дата и событие                                                                                | Защиты | Дней  |
| 1 |      | Дмитрий «Армеец» Климов (поб. Мартина «Лютера» Джуаряна)                                 | Первый сезон (27 января 2021 года) Чемпионские бои. Перс vs Кросс. Армеец vs Лютер            | | 56    |
| 2 |      | Мартин «Лютер» Джуарян                                                                   | Второй сезон (24 марта 2021 года) Отборы 2 сезон. Климов VS Джуарян. Бой за чемпионский пояс. | 1. поб. Илью «Топчика» Топчина (25 июня 2022 года) 2. ничья с Саматом «Кыргызом» Абдырахмановым (24 февраля 2023 года) | 897   |
| 7 сентября 2023 года Джуарян освободил пояс и перешёл в кулачную организацию RCC Hard.                                                                                               |      |                                                                                          |                                                                                               | |       |
| 3 |      | Эмиль «Гладиатор» Новрузов (поб. Самата «Кыргыза Абдырахманова)                          | Третий сезон (11 ноября 2023 года) Самат VS Эмиль. Финал гран-при 3 сезона                    | | 639+  |
| Полулёгкая весовая категория (до 66 кг) |      |                                                                                          |                                                                                               | |       |
| № | Фото | Имя                                                                                      | Дата и событие                                                                                | Защиты | Дней  |
| 1 |      | Виталий «Бодрый» Бодров (поб. Асрора «Вожака» Акпарходжаева)                             | Второй сезон (7 апреля 2021 года) Бодров VS Асрор. Бой за пояс. Отборы. Второй сезон.         | 1. поб. Асрора «Вожака» Акпарходжаева (21 декабря 2021 года)                                                           | 582   |
| 10 ноября 2022 года Бодров оставил пояс вакантным из-за длительного простоя и невозможностью проведения обязательной защиты                                                          |      |                                                                                          |                                                                                               | |       |
| В1 |      | Шамиль «Охотник» Джахбаров (поб. Гора «Рокки» Туманяна в бою за временный титул)         | Второй сезон (25 июня 2022 года) Лендруш vs. Самат. Финал 2 сезона                            | | 136   |
| 2 |      | Шамиль «Охотник» Джахбаров (повышен со статуса временного чемпиона)                      |                                                                                               | | 287   |
| В2 |      | Тимур «Золотой» Мусаев (поб. Радмира «Кири Буба» Абдурахманова в бою за временный титул) | Второй сезон (6 декабря 2022 года) Фара VS Рзаев. Конфликт. Золотой VS Кири Буба-бой за пояс  | 1. поб. Ислама «Профессора» Думанова (24 февраля 2023 года)                                                            | 261   |
| 3 |      | Тимур «Золотой» Мусаев                                                                   | Третий сезон (24 августа 2023) Большой Куш (ч.1)                                              | 1.поб. Дасатана Бекена (11 ноября 2023)                                                                                | 718+  |

### Список победителей гран-при
| № | Фото | Имя | Дата и событие                                                                                       | Вес            | Примечания |
| - | ---- | --- | --- | -------------- | --- |
| 1 |      | Тимур «Витязь» Слащинин | Первый сезон (10 февраля 2021 года) Финал: Калмыков VS Новрузов. Бой за миллион. Слащинин VS Ногаец. | Свыше 93 кг    | Победитель гран-при тяжеловесов (300 тыс. рублей)                                                                      |
| 2 |      | Мухамед «Киборг» Калмыков | Первый сезон (10 февраля 2021 года) Финал: Калмыков VS Новрузов. Бой за миллион. Слащинин VS Ногаец. | до 85 кг       | Победитель гран-при за 1 млн рублей                                                                                    |
| 3 |      | Самат «Кыргыз» Абдырахманов Лендруш «Леко» Акопян Бой за третье место между Хамзатом «Маэстро» Куриевым и Амхадом «Нохчо» Джанчураевым — отменён | Второй сезон (25 июня 2022 года) Лендруш VS Самат. Финал.                                            | от 70 до 89 кг | Первое место — автомобиль BMW 330i (G20) Второе место — 1 млн рублей Третье место — 500 тыс. рублей (приз не разыгран) |
| 4 |      | Александр «Воля» Коломыцев | Второй сезон тяжеловесов (5 сентября 2023) Большой Куш (ч.2)                                         | Свыше 93 кг    | |
| 5 |      | Даниил «Янки» Бридов Тигран «Бруклин» Матевосян Умар «Стальной» Магомедов                                                                        | Третий сезон (11 ноября 2023) Самат VS Эмиль                                                         | до 85 кг       | Первое место — Квартира в Москве Второе место — 1 млн рублей Третье место — 500 тыс. рублей                            |